# Liste der Biografien/Mort
Liste der Biografien |
Portal Biografien |
Personensuche
# |
A |
B |
C |
D |
E |
F |
G |
H |
I |
J |
K |
L |
M |
N |
O |
P |
Q |
R |
S |
T |
U |
V |
W |
X |
Y |
Z |
?
 
Ma |
Mb |
Mc |
Md |
Me |
Mf |
Mg |
Mh |
Mi |
Mj |
Mk |
Ml |
Mm |
Mn |
Mo |
Mp |
Mq |
Mr |
Ms |
Mt |
Mu |
Mv |
Mw |
Mx |
My |
Mz
 
Moa |
Mob |
Moc |
Mod |
Moe |
Mof |
Mog |
Moh |
Moi |
Moj |
Mok |
Mol |
Mom |
Mon |
Moo |
Mop |
Moq |
Mor |
Mos |
Mot |
Mou |
Mov |
Mow |
Mox |
Moy |
Moz
 
Mora |
Morb |
Morc |
Mord |
More |
Morf |
Morg |
Morh |
Mori |
Mork |
Morl |
Morm |
Morn |
Moro |
Morp |
Morr |
Mors |
Mort |
Moru |
Morv |
Morw |
Mory |
Morz
Die Liste der Biografien führt alle Personen auf, die in der deutschsprachigen Wikipedia einen Artikel haben. Dieses ist eine Teilliste mit 249 Einträgen von Personen, deren Namen mit den Buchstaben „Mort“ beginnt.

## Mort
- Mort, Jacobus le (1650–1718), niederländischer Chemiker und Mediziner
- Mort, Valzhyna (* 1981), belarussische Lyrikerin

### Morta
- Morta Mindaugienė († 1262), litauische Königin
- Mortada, Abbas (* 1981), libanesischer Politiker
- Mortada, Mohammed (* 1972), libanesischer Jurist und Politiker
- Mortag, Alfred August (1824–1892), deutscher Richter, Verwaltungsbeamter und Politiker
- Mortag, Gerald (1958–2023), deutscher Radsportler
- Mortaigne de Potelles, Kaspar Kornelius (1609–1647), schwedischer General
- Mortaigne, Johann Theodor de († 1691), sachsen-weimarischer Militär und Kriegsrat
- Mortaize, Jean-Baptiste (1798–1870), französischer Kartäuser, der Prior der Grande Chartreuse und 61. Generalminister des Kartäuserordens (1831–1863)
- Mortaja, Shake (* 1981), indischer Leichtathlet
- Mortara, Edgardo (1851–1940), römisch-katholischer TheologeEdgardo Mortara (1851–1940)

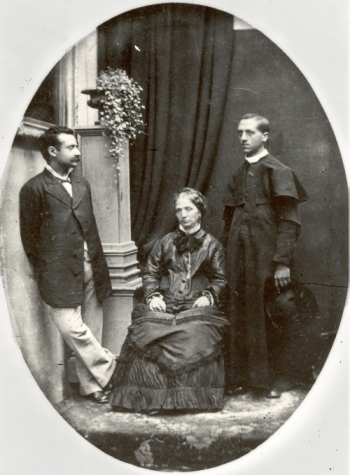
Edgardo Mortara (1851–1940)

- Mortara, Edoardo (* 1987), italienischer Automobilrennfahrer
- Mortari, Virgilio (1902–1993), italienischer Komponist und Musikpädagoge
- Mortas, Anthony (* 1974), französischer Eishockeyspieler
- Mortasawi, Said (* 1967), iranischer Staatsanwalt
- Mortaza, Mashrafe (* 1983), bangladeschischer Cricketspieler
- Mortazavi, Alireza (* 1976), persischer Avantgarde-Musiker und Komponist
- Mortazavi, Azar (* 1984), deutsche Dramatikerin
- Mortazavi, Mohammad Reza (* 1978), iranischer Musiker (Tombak)

### Mortc
- Mortczinni, Freiherr von (* 1742), deutscher Hochstapler, Prediger und Autor

### Morte
- Morte, Álvaro (* 1975), spanischer SchauspielerÁlvaro Morte (* 1975)

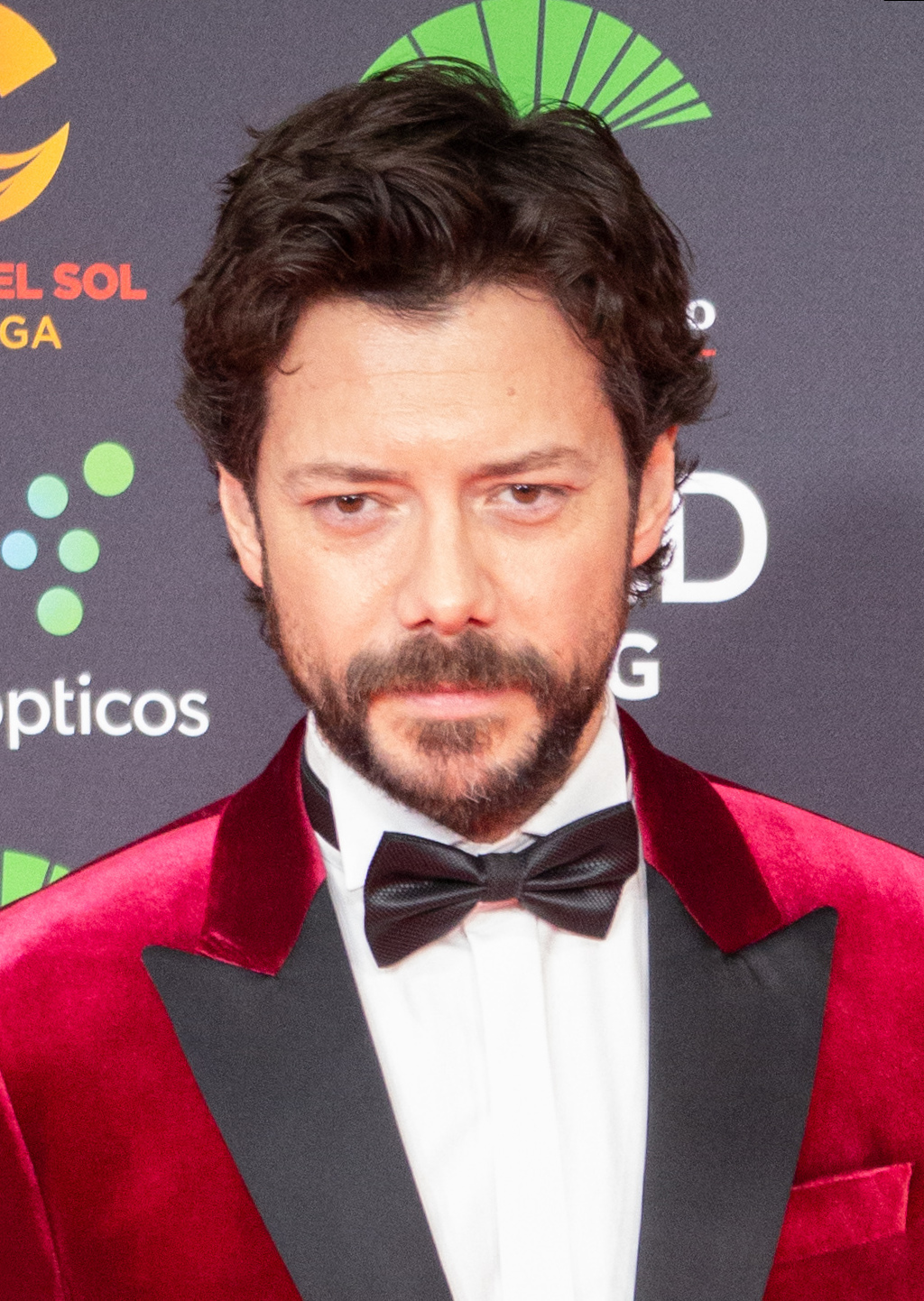
Álvaro Morte (* 1975)

- Mortefon, Marion (* 1992), französische Windsurferin
- Mortefon, Pierre (* 1989), französischer Windsurfer
- Mortel (* 1991), deutscher Rapper kongolesischer Herkunft
- Mörtel, Rainer (* 1968), deutscher Koch, Gastronom und Fernsehkoch
- Mörtel, Verena (* 1980), deutsche Schauspielerin
- Mortelette, Dorian (* 1983), französischer Ruderer
- Mortelliti, Rocco (* 1959), italienischer Schauspieler, Drehbuchautor und Filmregisseur
- Mortelmans, August (1904–1985), belgischer Radrennfahrer
- Mortelmans, Frans (1865–1936), belgischer Maler
- Mortelmans, Lodewijk (1868–1952), belgischer Musiker und Komponist
- Mortemart, Casimir Louis Victurnien de Rochechouart de (1787–1875), französischer Militär, Diplomat und Politiker
- Mortensen, Allan (* 1946), dänischer Schauspieler, Sänger und Musiker
- Mortensen, Arne (1900–1942), norwegischer Ruderer
- Mortensen, Børge (1921–2005), dänischer Radrennfahrer
- Mortensen, Carl (1919–2005), norwegischer Segler
- Mortensen, Carlos (* 1972), spanischer Pokerspieler
- Mortensen, Casper Ulrich (* 1989), dänischer HandballspielerCasper Ulrich Mortensen (* 1989)

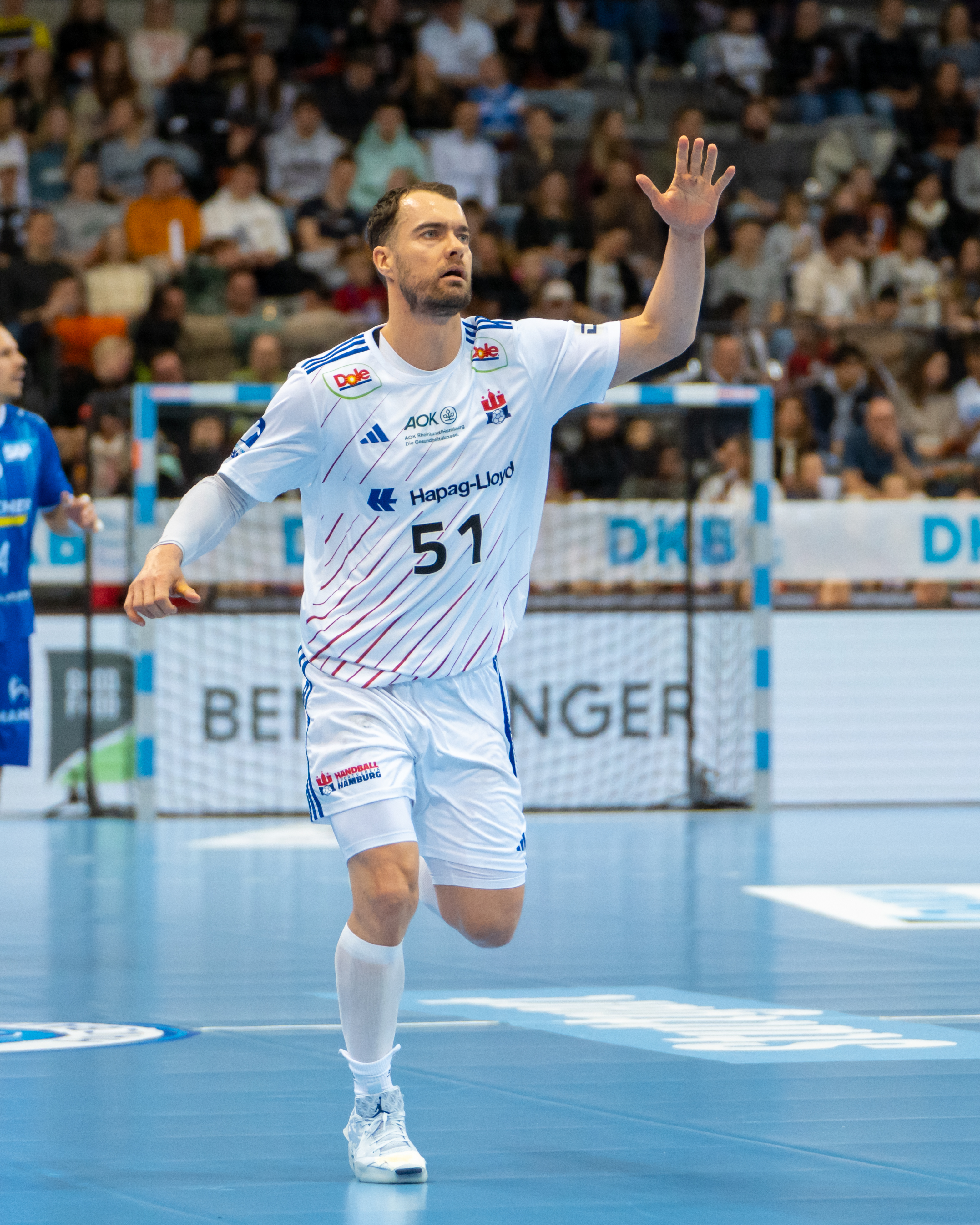
Casper Ulrich Mortensen (* 1989)

- Mortensen, Christian (1882–1998), ältester Mann (1996–2012)
- Mortensen, Dale (1939–2014), US-amerikanischer Wirtschaftswissenschaftler
- Mortensen, Daniel (* 1994), dänischer Basketballspieler
- Mortensen, Finn (1922–1983), norwegischer Komponist, Musikkritiker und Hochschullehrer
- Mortensen, Flemming Møller (* 1963), dänischer Politiker (Socialdemokraterne)
- Mortensen, Gertrud (1892–1992), deutsche Historikerin
- Mortensen, Gustav (* 2004), dänischer Fußballspieler
- Mortensen, Hans (1894–1964), deutscher Geograph
- Mortensen, Hans Christian Cornelius (1856–1921), dänischer Biologe
- Mortensen, Heðin (* 1946), färöischer Politiker, Bürgermeister der färöischen Hauptstadt Tórshavn
- Mortensen, Jonas (* 2001), dänischer Fußballspieler
- Mortensen, Jørgen (1944–2024), dänischer Badmintonspieler
- Mortensen, Karin (* 1977), dänische Handballspielerin
- Mortensen, Lars Ulrik (* 1955), dänischer Cembalist und Dirigent
- Mortensen, Leif (* 1946), dänischer Radrennfahrer
- Mortensen, Louise (* 1979), dänische Handballspielerin
- Mortensen, Malene (* 1982), dänische Sängerin
- Mortensen, Mariann (* 1951), norwegische Fußballspielerin
- Mortensen, Martin (* 1984), dänischer Radrennfahrer
- Mortensen, Matt (* 1985), US-amerikanischer Rennrodler
- Mortensen, Michael (* 1961), dänischer Tennisspieler
- Mortensen, Niclas (* 1986), dänischer Synchronsprecher und Schauspieler
- Mortensen, Richard (1910–1993), dänischer Maler
- Mortensen, Stan (1921–1991), englischer Fußballspieler und -trainer
- Mortensen, Theodor (1868–1952), dänischer Zoologe
- Mortensen, Tina Gylling (* 1956), dänische Schauspielerin
- Mortensen, Trine (* 1994), dänische Handballspielerin
- Mortensen, Veronica, dänische Jazzsängerin und Songwriterin
- Mortensen, Vibeke (* 1955), dänische Fußballspielerin
- Mortensen, Viggo (* 1958), dänisch-US-amerikanischer Schauspieler, Fotograf, Dichter, Maler und MusikerViggo Mortensen (* 1958)

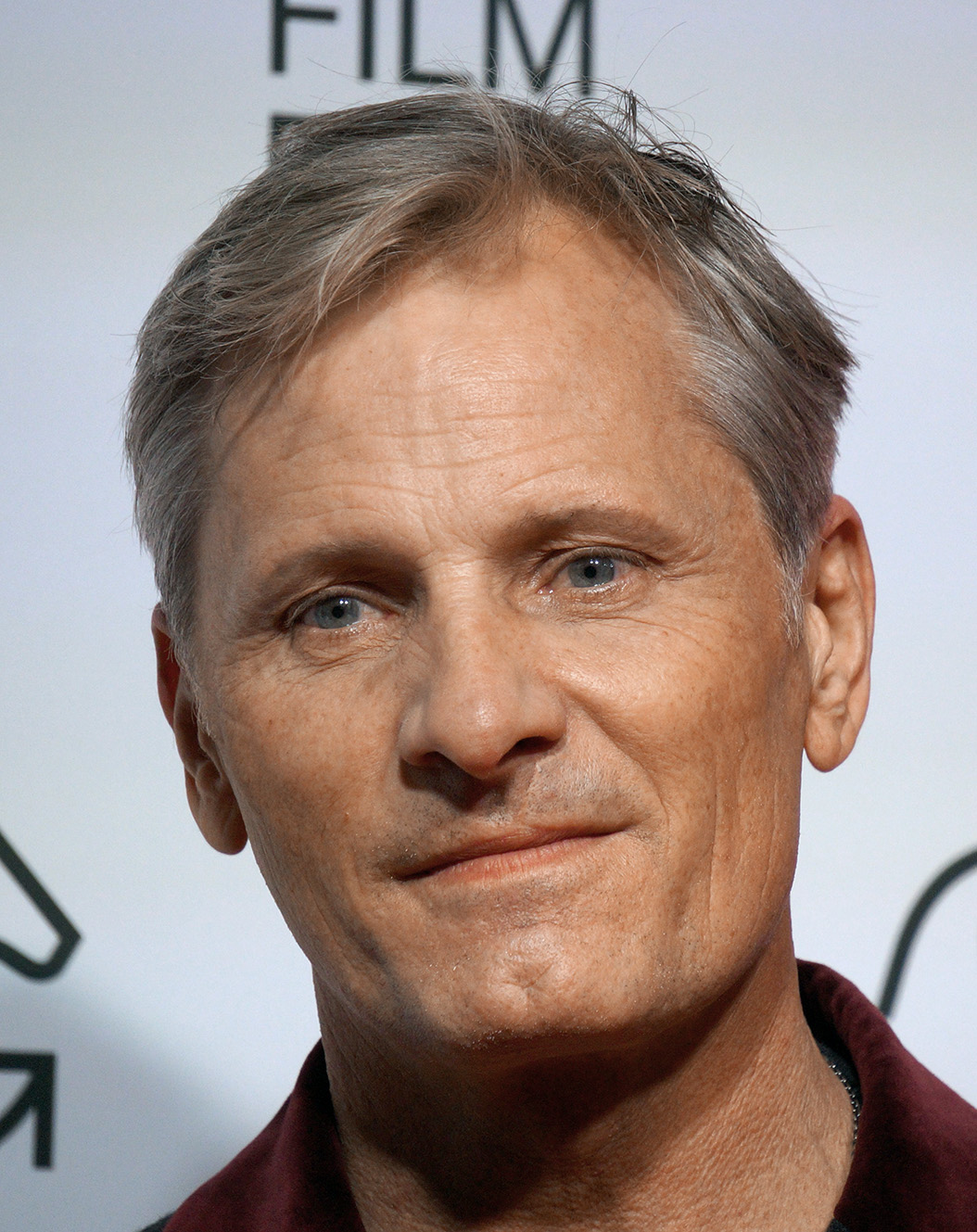
Viggo Mortensen (* 1958)

- Mortenson, Jay (* 1966), US-amerikanischer Schwimmer
- Mortensson, Marja (* 1995), norwegisch-samische Musikerin
- Morteruelo, El Duque del (1904–2004), spanischer Dichter
- Mortes, Vicente (1921–1991), spanischer Politiker
- Morteza Khan Momtazel Molk (* 1866), persischer Botschafter
- Mortezai, Sudabeh (* 1968), österreichische Filmemacherin

### Morth
- Mörth, Claudio (* 2000), österreichischer Skispringer
- Mörth, Francisco (* 1999), österreichischer Skispringer
- Mörth, Franz (1902–1962), österreichischer Architekt
- Mörth, Helmut, österreichischer Tischtennisspieler
- Mörth, Hermann (1909–1967), österreichischer Journalist, politischer Kommentator und Buchautor
- Mörth, Ingo (* 1949), österreichischer Soziologe
- Mörth, Markus (* 1973), österreichischer Filmregisseur, Drehbuchautor und Filmproduzent
- Mörth, Robert (* 1983), österreichischer Politiker (FPÖ)
- Mörth, Romeo (* 2007), österreichischer Fußballspieler
- Mörth, Stefan, österreichischer Musiker
- Mörth, Tommy (* 1959), schwedischer Eishockeyspieler
- Mörth, Wolfgang (* 1958), österreichischer Schriftsteller
- Morthens, Bubbi (* 1956), isländischer Liedermacher
- Morthenson, Jan W. (1940–2024), schwedischer Komponist und Musiker
- Morthorst, Franz (1894–1970), deutscher katholischer Geistlicher
- Morthwork, Michael, britischer Musiker

### Morti
- Morti, Fagira D. (* 1974), estnische Dichterin und Journalistin
- Mortiaux, René (* 1881), belgischer Bobfahrer
- Mortier de Fontaine, Henri-Louis-Stanislas (1816–1883), polnischer Pianist und Komponist
- Mortier, Adolphe Édouard Casimir Joseph (1768–1835), Marschall von Frankreich
- Mortier, Bernhard († 1854), Theaterschauspieler, Komiker und Sänger (Bass)
- Mortier, Erwin (* 1965), flämischer Kunsthistoriker, Schriftsteller und Journalist
- Mortier, Gerard (1943–2014), belgischer Opernintendant
- Mortier, Gilberte (1907–1991), französische Schwimmerin
- Mortier, Raoul (1881–1951), französischer Romanist, Mediävist, Herausgeber und Lexikograf
- Mortier, Simone (* 1964), deutsche Triathletin
- Mortiis (* 1975), norwegischer MusikerMortiis (* 1975)

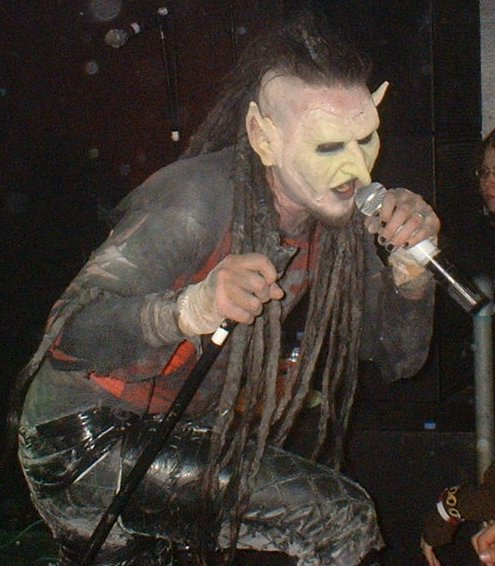
Mortiis (* 1975)

- Mortillet, Gabriel de (1821–1898), französischer Prähistoriker, Paläontologe und Geologe
- Mortimer of Wigmore, Roger (1231–1282), englischer Adliger
- Mortimer, Agnes († 1368), englische Adlige
- Mortimer, Angela (* 1932), englische Tennisspielerin
- Mortimer, Anne de (1390–1411), Tochter von Roger Mortimer, 4. Earl of March, und Eleanor de Holland
- Mortimer, Beatrice († 1383), englische Adlige
- Mortimer, Blanche († 1347), englische Adlige
- Mortimer, Charles E. (1921–2001), US-amerikanischer Chemiker
- Mortimer, Chas (* 1949), englischer Motorradrennfahrer
- Mortimer, Dennis (* 1952), englischer Fußballspieler
- Mortimer, Edmund, 1. Baron Mortimer (1251–1304), englischer Adliger
- Mortimer, Edmund, 1. Baron Mortimer (* 1302), englischer Adliger
- Mortimer, Edmund, 3. Earl of March (1352–1381), englischer Adliger, Marshall von England
- Mortimer, Edmund, 5. Earl of March (1391–1425), englischer Adeliger
- Mortimer, Edward (1943–2021), britischer Journalist und UN-Beamter
- Mortimer, Emily (* 1971), britisch-US-amerikanische Schauspielerin und ProduzentinEmily Mortimer (* 1971)

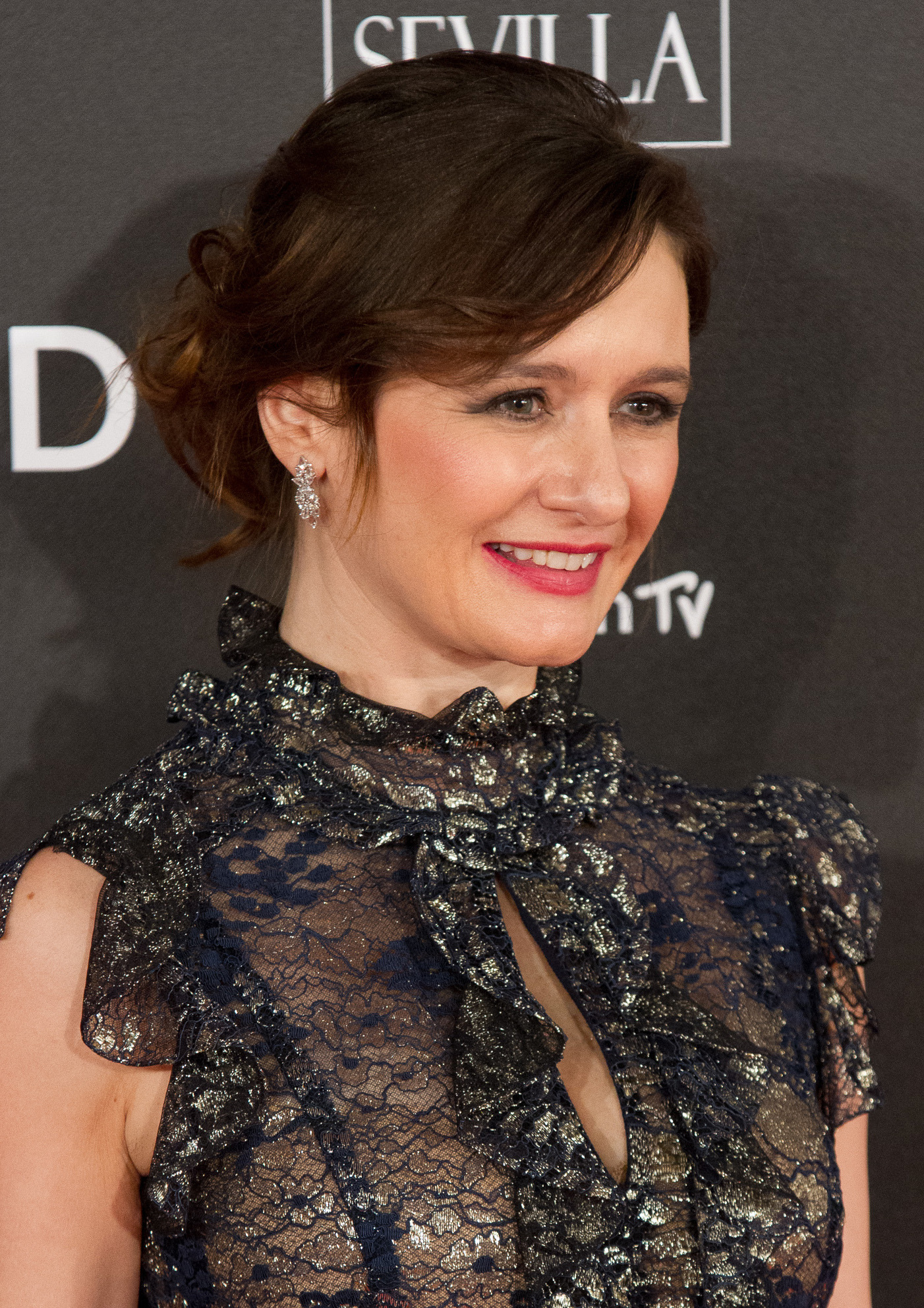
Emily Mortimer (* 1971)

- Mortimer, Favell Lee (1802–1878), englische Autorin von Sachbüchern für Kinder
- Mortimer, Francis James (1874–1944), britischer Fotograf und Herausgeber
- Mortimer, Geoffrey, englischer Ritter
- Mortimer, Greg (* 1952), australischer Bergsteiger
- Mortimer, Harry (1902–1992), britischer Komponist und Dirigent
- Mortimer, Hugh de (Adliger, † vor 1150), anglonormannischer Adliger
- Mortimer, Hugh de (Adliger, † 1180 oder 1181), anglonormannischer Adliger
- Mortimer, Hugh de († 1227), anglonormannischer Adliger
- Mortimer, Joan, englische Adlige
- Mortimer, John (1923–2009), britischer Schriftsteller und Anwalt
- Mortimer, Katherine, englische Adlige
- Mortimer, Margaret (1304–1337), englische Adlige
- Mortimer, Maud, englische Adlige
- Mortimer, Mike (* 1950), englisch-kanadischer Alpinist, UIAA-Präsident
- Mortimer, Nick, neuseeländischer Geologe
- Mortimer, Penelope (1918–1999), britische Schriftstellerin, Drehbuchautorin, Filmkritikerin und Journalistin
- Mortimer, Ralph, englischer Politiker
- Mortimer, Ralph de, anglonormannischer Magnat
- Mortimer, Ralph de († 1246), anglonormannischer Adliger
- Mortimer, Roger, englischer Ritter
- Mortimer, Roger de, anglonormannischer Adliger
- Mortimer, Roger de, normannischer Adliger
- Mortimer, Roger, 1. Baron Mortimer of Chirk († 1326), englischer Adliger und Rebell
- Mortimer, Roger, 1. Earl of March (1287–1330), englischer Adliger und Militär, Regent von England
- Mortimer, Roger, 2. Earl of March (1328–1360), englischer Magnat
- Mortimer, Roger, 4. Earl of March (1374–1398), englischer Adliger
- Mortimer, Tony (* 1970), britischer Songwriter der Boygroup East 17Tony Mortimer (* 1970)

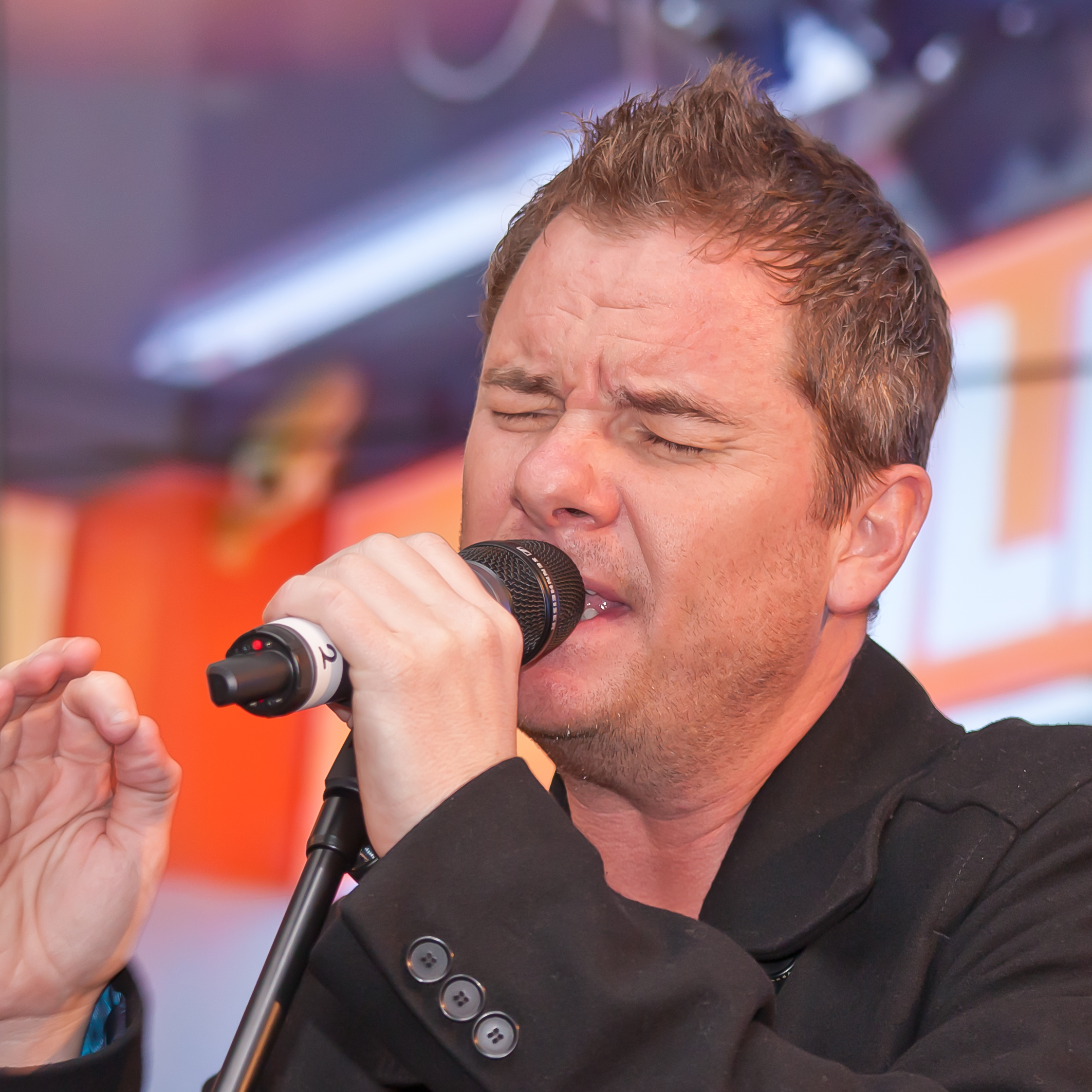
Tony Mortimer (* 1970)

- Mortimer, Win (1919–1998), kanadischer Comiczeichner
- Mortimore, Malcolm (* 1953), britischer Schlagzeuger
- Mörtinger, Franz (1872–1929), österreichischer Baumeister und Architekt des Historismus
- Mortis, deutscher Rapper

### Mortl
- Mörtl, Achim (* 1970), österreichischer Rallyefahrer
- Mörtl, Jakob (1924–2016), österreichischer Politiker (SPÖ); Bürgermeister von Villach
- Mörtl, Johann (1821–1895), österreichischer Politiker
- Mortler, Marlene (* 1955), deutsche Politikerin (CSU), MdB
- Mortley, Kaye (* 1943), australische Featureautorin und Hörfunkregisseurin
- Mortlock, James (* 1760), schottischer Seeoffizier und Forschungsreisender
- Mortlock, Stirling (* 1977), australischer Rugby-Union-Spieler

### Mortm
- Mortman, Ariel (* 1994), US-amerikanisch-israelische Schauspielerin

### Morto
- Morton, Aaron, Kameramann und Fernsehregisseur
- Morton, Adam David (* 1971), Politikwissenschaftler
- Morton, Agatha (1872–1952), britische Tennisspielerin
- Morton, Alexander (* 1945), schottischer Schauspieler
- Morton, Alexandra (* 1957), kanadisch-US-amerikanische Meeresbiologin sowie Umweltschützerin
- Morton, Alicia (* 1987), US-amerikanische Film- und Theaterschauspielerin sowie Sängerin und Tänzerin
- Morton, Amy, US-amerikanische Theaterschauspielerin und RegisseurinAmy Morton

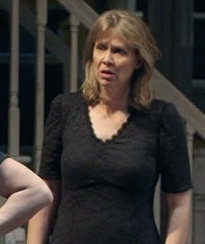
Amy Morton

- Morton, Andrew (* 1953), britischer Journalist und Buchautor
- Morton, Andrew (* 1959), australischer Informatiker, Linux-Kernel-Entwickler
- Morton, Anna (1846–1918), US-amerikanische Second Lady
- Morton, Anthony (1923–2006), britischer Vizeadmiral
- Morton, Avery Adrian (1892–1987), US-amerikanischer Chemiker
- Morton, Azie Taylor (1936–2003), US-amerikanische Regierungsbeamtin
- Morton, Benny (1907–1985), US-amerikanischer Jazz-Posaunist
- Morton, Bernice (* 1969), Sprinterin von St. Kitts und Nevis
- Morton, Brian (* 1954), britischer Jazzkritiker, Hörfunkjournalist und Autor
- Morton, Brian (* 1955), US-amerikanischer Schriftsteller, Journalist und Redakteur
- Morton, Cameron (* 1974), australischer Biathlet
- Morton, Charles (1916–1996), US-amerikanischer Radrennfahrer
- Morton, Charles G. (1861–1933), US-amerikanischer Offizier, Generalmajor der US-Army
- Morton, Chris (* 1956), britischer Speedway- und Langbahnfahrer
- Morton, Colin (* 1960), englischer Snookerspieler
- Morton, Conrad Vernon (1905–1972), amerikanischer Botaniker
- Morton, Craig (* 1943), US-amerikanischer Footballspieler
- Morton, Cristian (* 1989), nigerianischer Hürdenläufer und Sprinter
- Morton, Damon (* 1996), australischer Biathlet
- Morton, Darcie (* 1999), australische Biathletin und Skilangläuferin
- Morton, Desmond (1891–1971), britischer Offizier, Geheimdienstler und Staatsdiener
- Morton, Dorothy (1924–2008), kanadische Pianistin und Musikpädagogin
- Morton, Dudley Joy (1884–1960), US-amerikanischer Mediziner
- Morton, Dudley Walker (1907–1943), US-amerikanischer U-Boot-Kommandant im Zweiten Weltkrieg
- Morton, Dwayne (* 1971), US-amerikanischer Basketballspieler
- Morton, Elizabeth (* 1961), britische Schauspielerin und Drehbuchautorin
- Morton, Fergus, Baron Morton of Henryton (1887–1973), britischer Jurist
- Morton, Fiona Scott (* 1967), amerikanische Wirtschaftswissenschaftlerin und Professorin
- Morton, Frederic (1924–2015), US-amerikanischer Schriftsteller österreichischer Herkunft
- Morton, Friedrich (1890–1969), österreichischer Höhlenforscher und Reiseschriftsteller
- Morton, George (1941–2013), US-amerikanischer Musikproduzent
- Morton, Henry (1836–1902), US-amerikanischer Naturwissenschaftler und Universitätspräsident
- Morton, Jackson (1794–1874), US-amerikanischer Politiker
- Morton, Jah'kyla (* 2007), britische Leichtathletin der Britischen Jungferninseln
- Morton, James C. (1884–1942), US-amerikanischer Schauspieler
- Morton, Jelly Roll († 1941), US-amerikanischer Pianist und Jazz-KomponistJelly Roll Morton († 1941)

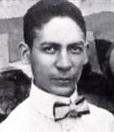
Jelly Roll Morton († 1941)

- Morton, Jennifer, peruanisch-US-amerikanische Philosophin
- Morton, Jeremiah (1799–1878), US-amerikanischer Politiker
- Morton, Joe (* 1947), US-amerikanischer SchauspielerJoe Morton (* 1947)

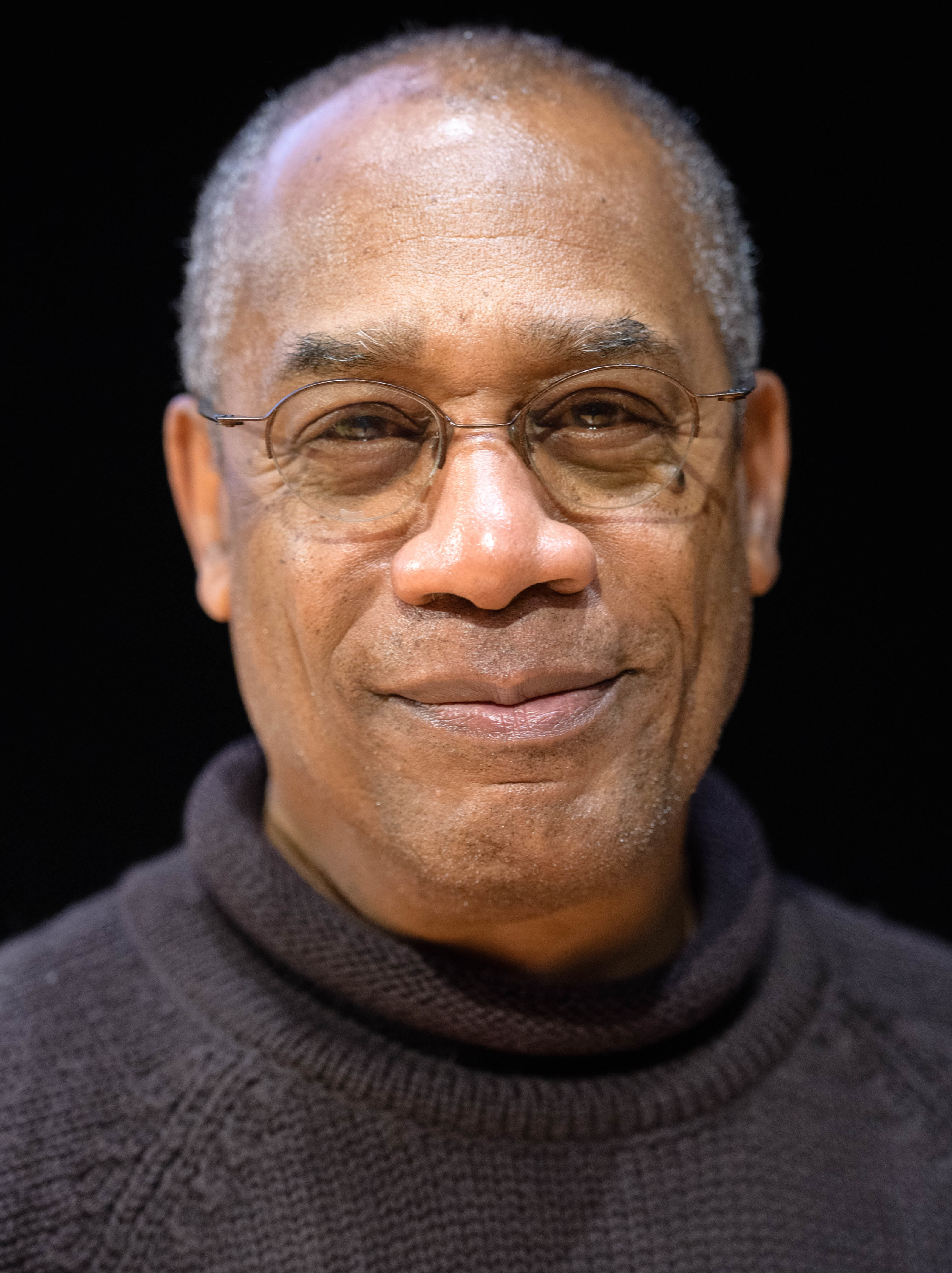
Joe Morton (* 1947)

- Morton, John (1420–1500), Bischof von Ely, Erzbischof von Canterbury (1486–1500) und Kardinal
- Morton, John (1724–1777), gilt als einer der Gründerväter der USA
- Morton, John (* 1942), US-amerikanischer Automobilrennfahrer und Rennstallbesitzer
- Morton, John (* 1946), US-amerikanischer Biathlet
- Morton, Joseph († 1688), englischer Politiker, Gouverneur der Province of Carolina
- Morton, Joseph Edward (1907–1976), US-amerikanischer Wirtschaftsstatistiker
- Morton, Julia F. (1912–1996), US-amerikanische Botanikerin
- Morton, Julius Sterling (1832–1902), US-amerikanischer Politiker
- Morton, Kate (* 1976), australische Schriftstellerin
- Morton, Keith William (* 1930), britischer Mathematiker
- Morton, Lachlan (* 1992), australischer Radrennfahrer
- Morton, Levi P. (1824–1920), US-amerikanischer Politiker der Republikaner, 22. Vizepräsident der USA
- Morton, Lucy (1898–1980), britische Schwimmerin
- Morton, Marcus (1784–1864), US-amerikanischer Jurist und Politiker
- Morton, Margaret (1948–2020), US-amerikanische Fotografin, Autorin und Professorin für Grafikdesign und Fotografie
- Morton, Margaret (* 1968), schottische Curlerin
- Morton, Mark (* 1972), US-amerikanischer Gitarrist
- Morton, Melroy (* 1991), Fußballspieler von St. Kitts und Nevis
- Morton, Norman (1925–1977), englischer Fußballspieler
- Morton, Oliver Hazard Perry Throck (1823–1877), US-amerikanischer Politiker
- Morton, Paul (1857–1911), US-amerikanischer Politiker
- Morton, PJ (* 1981), US-amerikanischer Pop- und R&B-Musiker
- Morton, Richard (* 1966), US-amerikanischer Basketballspieler
- Morton, Robert, franko-flämischer Komponist und Sänger im Dienst burgundischer Herzöge
- Morton, Rogers (1914–1979), US-amerikanischer Politiker
- Morton, Samantha (* 1977), britische SchauspielerinSamantha Morton (* 1977)

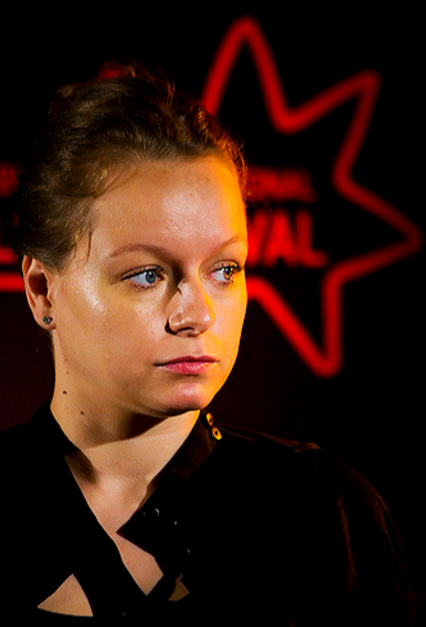
Samantha Morton (* 1977)

- Morton, Samuel (1799–1851), US-amerikanischer Anthropologe und Rassentheoretiker
- Morton, Sarah (* 1998), neuseeländische Fußballspielerin
- Morton, Stephanie (* 1990), australische Bahnradsportlerin
- Morton, Tex (* 1961), deutscher Musiker
- Morton, Theodora (1872–1949), englisch-britische Sozialarbeiterin
- Morton, Thomas, englischer Abenteurer und Siedlerpionier in Nordamerika
- Morton, Thomas Corsan (1859–1928), schottischer Maler des Spätimpressionismus
- Morton, Thomas George (1835–1903), US-amerikanischer Arzt
- Morton, Thruston Ballard (1907–1982), US-amerikanischer Politiker (Republikanische Partei)
- Morton, Timothy (* 1968), US-amerikanischer Publizist, Philosoph und Hochschullehrer
- Morton, Tyler (* 2002), englischer Fußballspieler
- Morton, Wendy (* 1967), britische Politikerin der Konservativen Partei
- Morton, William Thomas Green (1819–1868), US-amerikanischer Arzt; Wegbereiter der AnästhesieWilliam Thomas Green Morton (1819–1868)

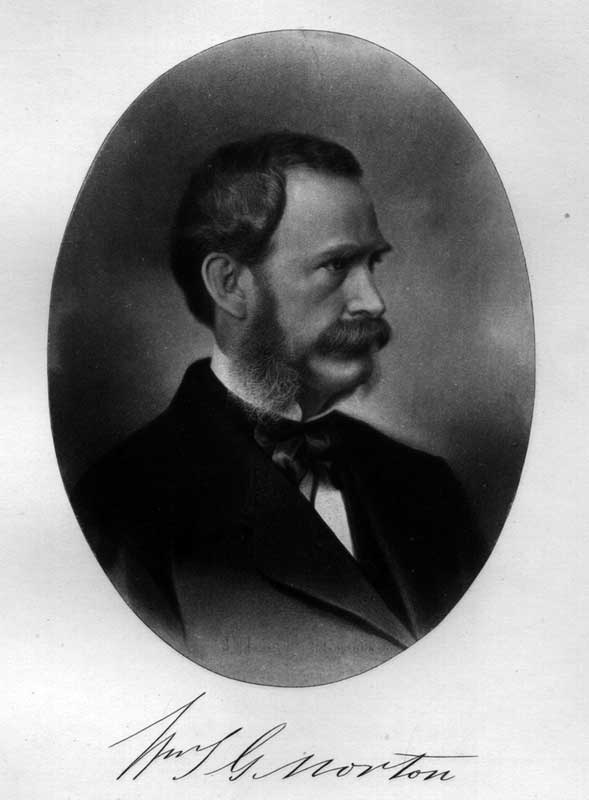
William Thomas Green Morton (1819–1868)

### Morts
- Mortschiladse, Aka (* 1966), georgischer Schriftsteller und Journalist
- Mortsiefer, Jörg (* 1967), deutscher Ingenieur und Autor von Wanderführern
- Mortson, Gus (1925–2015), kanadischer Eishockeyspieler

### Mortu
- Morțun, Alexandru Ioan (* 1951), rumänischer Politiker und MdEP für Rumänien

### Mortz
- Mortzfeld, Peter (* 1936), deutscher Philologe und Bibliothekar
- Mörtzsch, Karl August (1831–1907), deutscher Schachkomponist
- Mörtzsch, Otto (1868–1934), deutscher Lehrer, Heimat- und Höhlenforscher